# 覃裕春
覃裕春（？—1647年），柳州府象州人，南明軍事人物。

## 生平
覃裕春最初聯同羅城的梁國材、梁國棟、韋文朝、韋天直、張勝隆、覃福朝、融縣的覃文鼎、翁源的林萬全等人在湖南跟隨何騰蛟，獲授太子太保、總兵。在湘陰戰敗後，他前往永州，自稱兩粵侯，擒拿知縣陳逢源，審問鞭打當地人民。之後他回到柳州，帶領萬多人佔據柳城、羅城、融縣和懷遠；他的兒子覃鳴珂據狗頭目堡，自桂林索要糧餉回來。柳州守道龍文明命吳志遠會合慶遠戚指揮，用計捉住覃裕春送到桂林殺害。後來覃鳴珂擢陞為總兵，永曆帝到象州後為父親申冤，與龍文明鬥爭，弓箭都射到御舟上。回到羅城後，他自鑄大將軍印章，侵掠慶遠，攻打柳州的陳邦傅未成，不久遭陳曾禹所殺。

## 引用
1. 1 2  錢海岳《南明史·卷四十九·列傳第二十五》：（覃）裕春，象州僮人。與羅城梁國材、國棟、韋文朝、韋天直、張勝隆、覃福朝，融縣覃文鼎，翁源林萬全等，從（何）騰蛟湖南。遷太子太保、總兵。湘陰敗，至永州，自稱兩粵侯，執知縣陳逢源，拷掠紳民。
2. ↑  錢海岳《南明史·卷四十九·列傳第二十五》：已回柳州，以萬餘人據柳、羅、融、懷。（子）鳴珂據狗頭目堡，索餉桂林歸。柳州守道龍文明命吳志遠會慶遠戚指揮，計執送桂林，伏誅。鳴珂累擢總兵。昭宗自奉天幸象州，為父訟冤，與文明鬨，矢及御舟。還羅城，自鑄大將軍印，掠慶遠，攻陳邦傅柳州不下，後為陳曾禹所殺。